# Eritrulosio reduttasi
La eritrulosio reduttasi è un enzima appartenente alla classe delle ossidoreduttasi, che catalizza la seguente reazione:
eritritolo + NADP+ ⇄ D-eritrulosio + NADPH + H+
L'enzima utilizza anche il NAD+, anche se opera più lentamente.